# Synpalamides orestes
Synpalamides orestes is een vlinder uit de familie Castniidae. De wetenschappelijke naam van de soort is, als Castnia orestes, voor het eerst geldig gepubliceerd in 1854 door Francis Walker.
De soort komt voor in het Neotropisch gebied.

## Andere combinaties
- Castnia orestes Walker, 1854
- Hista orestes (Walker, 1854)